# شقو (فلم)
فيلم شقو هو فيلم حركة وتشويق مصري، صدر في 10 أبريل 2024، إخراج كريم السبكي، وتأليف وسام صبري. حتى تاريخ 25 مايو 2024، حقق الفيلم في المملكة العربية السعودية إيرادات بلغت 6.8 مليون ريال (82 مليون جنيه مصري). بينما حقق في مصر إيرادات بلغت 72,460,737 جنيه مصري.

## قصة
الفيلم مستوحى من رواية أمير اللصوص لتشاك هوغن، وتدور أحداث الفيلم في إطار حركة وتشويق وكوميديا، عن مجموعة من الأصدقاء خارجين عن القانون يمارسون أعمالاً إجرامية ومشبوهة بمساعدة عدد من الشخصيات الأخرى داخل الفيلم.

## إيرادات
حصل الفيلم على المركز الأول بدور العرض المصرية في موسم عيد الفطر 2024، وقد حقق إيرادات بلغت 72,460,737 جنيه مصري في مصر.

## بطولة
- عمرو يوسف.
- محمد ممدوح.
- يسرا.
- دينا الشربيني.
- أمينة خليل.
- عباس أبو الحسن.